# Јужноафричка Република
Јужноафричка Република (скраћено ЈАР), званично Република Јужна Африка (краће Јужна Африка), држава је на крајњем југу Африке. Налази се на јужној ивици Африке и граничи се са Намибијом, Боцваном, Зимбабвеом, Мозамбиком и Есватинијем. Мала држава Лесото је у потпуности обухваћена јужноафричком територијом. Површина Јужне Африке износи 1.221.000 km². По површини Јужноафричка Република је 25. држава у свету, а 9. на континенту. Према процени из јула 2015. Јужноафричка Република има 54.960.000 становника. Главни градови Јужноафричке Републике су Преторија, Блумфонтејн и Кејптаун, док је највећи град Јоханезбург.
Најстарији становници Јужне Африке су племена Хотентота и Бушмана. Банту народи су се доселили око 1000. године. Године 1652. Холанђани су основали колонију на Рту добре наде, данашњи град Кејптаун. Године 1795. британска војска освојила је Рт добре наде и Кејптаун. Холандско (бурско) становништво 1830. године се колективно иселило на север и основало бурске републике које су Британци анектирали 1902. године после Другог бурског рата. Британске колоније су се 1910. године ујединиле у Јужноафричку Унију, која је стекла независност и иступила из Комонвелта 1961. године. Током 20. века главни проблем Јужне Африке је било питање премоћи белог становништва над црначком већином. Политика апартхејда је званично уведена 1948. После година међународног притиска и унутрашњег незадовољства, апартхејд је укинут 1990. године. На изборима 1994. Нелсон Мандела је изабран за првог црног председника државе.
Јужноафричка Република је један од оснивача Уједињених нација и Афричке уније. Привреда Јужне Африке је најснажнија на афричком континенту са модерном инфраструктуром. Главни производи Јужноафричке републике су злато и дијаманти.

## Географија

### Положај
Јужноафричка Република је смештена на крајњем југу афричког континента. Држава излази на два океана — Атлантски и Индијски. Протеже се правцем запад—исток између 16° 31’ и 33° источне географске дужине. Најзападнија тачка се налази у пограничном граду Александер Беј на ушћу реке Орање, а најисточнија тачка на обали Индијског океана на граници с Мозамбиком у близини залива Коси. Правцем север—југ протеже се између 22° 20′ и 34° 50′ северне географске ширине. Најсевернија тачка се налази на десној обали реке Лимпопо на граници с Зимбабвеом у близини пограничног зимбабвеанског града Бајтбриџа, док се најјужнија тачка налази на Игленом рту, који је уједно и најјужнија тачка афричког континента.
Укупна дужина граница износи 4.862 km. Од запада према истоку граничи се са Намибијом (967 km), Боцваном (1.840 km), Зимбабвеом (225 km), Мозамбиком (491 km) и Свазилендом (430 km). Мала држава Лесото је у потпуности окружена јужноафричком територијом (909 km).

### Геологија
Геолошка историја Јужноафричке Републике је комплексна. На њеном се подручју налазе неке од најстаријих стена на Земљи, које датирају од пре 3,7 милијарди година из доба прекамбријума. Кратон Капвал, који обухвата средишњи и североисточни део земље је језгро око којег су се развијале остале геолошке формације. Највећим делом га изграђују гнајсеви и гранитоиди архајске старости, а мањим делом зелени шкриљци. За настанак структура у тим стенама услед наглог хлађења лаве били су потребни другачији атмосферски услови од данашњих, те нам оне омогућују реконструкцију састава атмосфере од пре 3 милијарде година. Такође, могу се пронаћи и мафитне до ултрамафитне вулканске секвенције стена. Зелени шкриљци садрже велике количине злата, антимона, гвожђа, бакра, азбеста, талка, живе итд, док гнајсеви и гранитоиди нису толико богати минералним рудама, али садрже корунд, графит, те злато у траговима.
Трошењем Капвалског кратона и каснијим таложењем седимената формирани су седиментацијски базени, који припадају најбогатијим јужноафричким изворима минералних сировина. Седименти супергрупе Витватерсранд садрже највеће залихе злата на свету, таложене пре 3,074 до 2,714 милијарди година, а налазе се јужно од Јоханезбурга. У исто време су се таложили и седименти супергрупе Понгола, као и групе Питерзбург, који такође садрже злато, али у мањим количинама.
Пре 2,6 до 2,1 милијарди година дошло је до таложења у Трансвалском базену и базену Грикваланд Вест. Дебеле карбонатне наслаге истих грађене од кречњака и доломита садрже цинк и олово. Интензивна карстификација доломита у подручју Грикваланд Вест у Северозападној покрајини довела је до формирања манганских лежишта, која, заједно с великим лежиштем мангана у Калахарију поред града Хотазел, чини највеће површинско лежиште мангана на Земљи.
На северу земље у доломитским формацијама Трансвал супергрупе појаљују се флуорити. Њих, као и седименте Грикваланд Вест супергрупе прекривају седименти BIF формације  који садрже железну руду. Пре 2,05 милијарди година дошло је до интрузије магматског комплекса Бушвелд у седименте Трансвал супергрупе. Интрузија Бушвелд комплекса садржи 70% свих светских економски исплативих лежишта хрома, затим значајне количине платине, као и кобалта, бакра и никла. Такође, то је и највећи извор ванадијума на свету. Пре 1,3 милијарди година унутар Капвалског кратона дошло је до формирања кимберлитских цеви које садрже дијаманте.
Стеновити Кару басен заузима око две трећине површине Јужноафричке Републике, а углавном је грађен од флувијалних седимената, угља, шкриљца и пешчара. Такође, базен Кару прекривају и велики изливи базних и киселих лава, чије је изљевање претходило фрагментацији суперконтинента Гондване, која се догодила крајем јуре, пре око 200 милиона година. Интензиван магматизам који је пратио фрагментацију довео је до стварања великих кимберлистских интрузија.
Током креда и кенозоика у неким од новоформираних базена уздуж обале дошло је до таложења нафтоносних седимената, по чему је посебно важно подручје залива Мосел. Танки слој кенозојских седимената се може наћи и у деловима Северног Кејпа и Северозападне покрајине.

### Драгоцени извори
Јужна Африка има велика природна богатства, нарочито у сировинама. Она извози више дијаманата него било која друга држава и највећи је светски произвођач злата, платине, хрома и мангана. Она има такође огромне резерве гаса, угља, бакра, гвожђа, азбеста, сребра, никла и уранијума. Она је индустријски најразвијенија афричка држава и могла би се сматрати и једном од најбогатијих на свету. Може да произведе довољно житарица и меса да исхрани своје становништво, а четвртина њеног прихода долази од индустрије као што је хемијска, текстилна и машинска.

### Рељеф
Територија ЈАР се може поделити у три рељефне целине. Уз обале океана се налази уски појас низија широк 20 до 250 km који се назива Ниски Велд. Ниски Велд према унутрашњости прелази у венац планинских ланаца који се назива Дракенсберг, а који се пружа дуж целе обале. На западу и југу досеже око 2.000 m надморске висине, док на истоку у пределу Дракенсберга досеже готово 3.500 m. Ту се налази и највиши врх земље — Њесути висок 3.408 m. Венац планинских ланаца Дракенсберг са три стране окружује Хајвелд, централну суву висораван већином прекривену пашњацима која се налази на надморској висини од 900. до 2.000 m. Дужина обалске линије износи 2.798 km. Обала ЈАР је слабо разуђена, а једина погодна природна лука се налази у заливу Салданха северно од Кејптауна.
Јужна Африка је позната и по пустињском пределу. На северу, пустиња Калахари протеже се у суседну Боцвану. Највећи део простране средишње висоравни је прекривен грубом травом и зове се Високи лед (степа). Средњи велд на северозападу је погоднији за стоку него за житарице због неплодног тла, услед ерозије и мало падавина. Североисточно је басен Трансвала, где сељаци гаје лимунасто воће, кукуруз и дуван. Слонови, леопарди и велика стада антилопа и зебри живе по трансвалским трновитим шипражјима и заштићена су у Кригеровом националном парку.

#### Крашки рељеф
Пећине Канго налазе се на Свартбершким планинама, источно од Кејптауна. Њихова дужина износи 5,3 кm а дубина 60 m. Пећине су изоловане, формиране на узаном изданку прекамбријског кречњака, у близини Отсхорна. Особеност ових пећина су богате калцитне наслаге. Пећине представљају остатак великог канала који се налазио испод нивоа подземне воде који је отекао после спуштања оближњих површинских долина. На тај начин створена је огромна количина наслага калцита са читавим низом необичних кречњачких облика и огромним сталагмитима. Бушмани су још пре неколико хиљада година осликали зидове улазне коморе, али је улаз био непознат све док га 1780. године нису пронашли локални земљорадници. Коморе Канго пећина заправо су делови већег главног пролаза, а од суседних просторија одвојене су зидовима и стубовима од калцита.

### Клима
На климу ЈАР утичу њен положај у умереном климатском појасу на јужној хемисфери, утицај Атлантског и Индијског океана који са три стране окружују њену територију и поље високог притиска у Јужном Атлантику ( антициклон св. Хелене). Такође важан је утицај морских струја које теку уз њене обале. Тако хладна Бенгуелска струја која тече из циркумантарктичког појаса хладне воде ка северу дуж западних обала земље доприноси исушивању ваздуха и смањује падавине, док Мозамбичка струја на источним обалама повишава температуру и количину падавина. Важан је и утицај рељефа, који је најизраженији на истоку земље где је утицај топле Мозамбичке струје ограничен само на узак приобални појас. Овде планински ланци који се налазе у непосредном залеђу обале онемогућавају струјање влажног океанског ваздуха према унутрашњости па зато приморје и источне падине Дракенсберга примају више падавина од његових западних падина и висоравни Хајвелд у унутрашњости.
Према Кепеновој класификацији климата ЈАР се налази на подручју сувих клима (тип B), односно њених подтипова: пустињске (BW) на северозападном делу земље и степске климе (BS) u централном делу. Такође, делови земље се налазе у подручју умерено топле климе (тип C), односно њених подтипова: средоземне климе (Cs) на југозападу, умерено влажне климе (Cf) дуж југоисточног приморја и синијске климе (Cw) у унутрашњости на североистоку земље.
Највиша измерена температура — 51,7 °C забележена је 1948. године у Калахарију у покрајини Северни Кејп у близини града Упрингтона, док је у Садерленду, у планинском ланцу Рогевелд североисточно од Кејптауна забележена најнижа температура од –15 °C. Више од половине Јужне Африке прима само 200 до 600 mm падавина, а крајњи северозапад мање од 200 mm.

### Воде
Већина река извире у планинама Дракенсберг и тече на исток, према Индијском океану. Ипак, најдужа река Орање, дуга 1.860 km, која такође извире у планинама Дракенсберг, тече на запад и улива се у Атлантски океан. На овој реци се налази водопад Огрејбис, широк 150 m и дубок 56 m. Друга важна река је Лимпопо, дуга око 1.600 km, а која је гранична река са Боцваном и Зимбабвеом и улива се у Индијски океан, и река Вал, притока Орања, дуга 1.251 km. Водостаји река значајно варирају током године. Река Тугела, која се улива у Индијски океан, позната је по истоименом водопаду, високом 948 m. То је други по висини водопад на свету.
У циљу наводњавања плодних ораница, изграђени су бројни иригациони системи у дужини од око 14.000 km. Суша је главна елементарна непогода у ЈАР. Мало је језера већих размера, а од важнија су Криси, Сибаја, Овистон и Ронфолтејн.

### Флора и фауна
Јужноафричка Република је рангирана на шестом месту листе од 17 држава са највећим мегадиверзитетом на свету, са више од 20.000 различитих врста биљака или око 10% свих познатих врста биљака на свету. Најприсутнији биом у држави, а нарочито на Хајвелду, је савана, којом доминирају различите врста трава, ниско растиње и разне врста акација. Вегетација постаје све ређа како се иде према северозападу због малих количина падавина. Неколико врста сукулетних биљака које чувају воду, попут алоја и млечика, живе у жаркој и сувој области Намакваланд. Траве и бодљикаво саванско растиње полако прелазе у ређу жбуновиту савану у североисточном делу државе. У овој области, близу северног краја Националном парку Кругер, расте значајан број баобаба.
Биом финбоса, који обухвата већину области и биљних врста у Капској области, једној од шест флористичких царстава, је смештен у малом региону Западног Кејпа и у њему живи више од 9.000 врста, што га у погледу биљног биодиверзитета чини једним од најбогатијих региона на Земљи. Већина ових биљака су зимзелене биљке са тврдим издуженим листовима, као што су склерофите. Још један ендемски род Јужноафричке Републике је род протеја из реда скривеносеменица. Постоји око 130 различитих врста протеја у Јужноафричкој Републици.
Иако је Јужноафричка Република богата биљним врстама, само 1% њене територије су шуме, и то скоро искључиво у влажној приобалној равници у Квазулу-Наталу, док се области мангрова налазе у речним ушћима. Мали резервати шума налазе се у покрајинама Источни и Западни Кејп. Доминирају увезене врста дрвећа, посебно еукалиптуси и борови. ЈАР је изгубила велике површине природног станишта у последње четири деценије због пренасељености. Такође, ЈАР је једна од држава најтеже погођена инвазијом туђинских врста, а многе (нпр. Acacia mearnsii, Acacia saligna, Hakea, Lantana и Jacaranda) представљају претњу домаћем биодиверзитету и већ оскудним воденим ресурсима. Првобитне широколисне и мешовите шуме умерених предела су експлоатисане све док нису остали мали џепови. Неке јужноафричке врсте дрвећа као што су Podocarpus latifolius, Ocotea bullata и Olea laurifolia су под заштитом државе.
Јужноафричка Република је богата крупним врстама сисара биљоједа, као што су: афрички слон, бели и црни носорог, планинска и обична зебра, жирафа, афрички биво, нилски коњ, брадавичаста свиња и бројне врсте антилопа (еланд, куду, импала, обични гну, белорепи гну, орикс, спрингбок антилопа итд ). Мањи сисари су: афрички мравојед, дамани, панголини, златне кртице. Највећа звер је лав, а осим њега, присутан је леопард, сервал, каракал, пругаста и смеђа хијена, земни вук, афрички дивљи пас, афрички јазавац, меркат и мунгоси. Неке врсте са крајњег југа земље су изумрле, као што је квага, плава антилопа и капски лав.
Осим ноја, највеће птице на свету, на територији Јужноафричке Републике живи кори дропља (најтежа птица летачица), крунасти ждрал, мали фламинго, ћелави ибис, афрички марабу, земни кљунорог, секретар, крунасти орао, афрички белорепан, капски суп, морка, агапорниси. На обалама се гнезди магарећи пингвин.
Највећи гмизавац је нилски крокодил. Од змија, заступљене су кобре, црна мамба, афрички питон итд. Највећи гуштери су варани.

## Историја

### Праисторија
У Јужноафричкој Републици се налазе нека од најстаријих археолошких налазишта у свету. Бројни фосилни остаци у пећинама Стеркфонтејн, Кромдраи и Макапансгат наговештавају да су аустралопитекуси овде живели пре око 3 милиона година. Њих су смениле бројне врсте из реда Homo, као што су Homo habilis, Homo erectus и модерни људи Homo sapiens.
Први Јужноафриканци били су народи Сен и Кои. Пре око 300. године пре нове ере људи који су говорили Банту језиком, као што су Зулу, Кшоса и Сесото су дошли у овај регион. Зулу је данас један од већих народа, броји око 7 милиона становника, који се већином налазе у провинцији Натал.
Насеља Банту племена, која су користила гвоздено оруђе и бавила се земљорадњом и сточарством су до 4. или 5. века нове ере постојала јужно од реке Лимпопо. Они су раселили, покорили и асимилирали домородачка косјанска племена. Банту племена су се полако селила на југ. Верује се да најстарији гвоздени радови у модерној покрајини Квазулу-Натал потиче из периода око 1050. године. Најјужнија група је било племе Коса, чији језик је примио извесне лингвистичке црте из језика косјанскик племена. Косе су стигле до Велике рибље реке у данашњој покрајини Источни Кејп. Током својих сеоба, овај народ на степену развоја гвозденог доба је раселио или асимилирао претходне заједнице ловаца и скупљача плодова.

### Колонизација
Године 1487. Португалац Бартоломео Дијас је као први Европљанин опловио Рт добре наде код данашњег Кејптауна. Васко да Гама је пловио обалом Јужне Африке 1497. године, на путу за Индију. Област на истоку земље је назвао Натал, пошто је експедиција ту била за време Божића. Прво стално насеље, малу станицу за снабдевање за бродове на путу у Индију, утемељио је Холанђанин Јан ван Рибек за потребе Холандске источноиндијске компаније 1652. године. Колонија на Рту добре наде расла је испочетка досељавањем фармера и сточара из Холандије и суседних земаља, а касније и високим природним прираштајем, потискујући на северу и истоку домородачко становништво, које су називали Хотентотима. Бури, како су се звали колонисти, ускоро су због велике удаљености од матице обликовали засебну културу и засебан језик, африканерски. Домаћа племена била су потчињена досељеницима и искоришћавана као јефтина радна снага једнако као и робови пореклом из северне Африке, Мадагаскара, Индије и Индонезије. Како су се ширили на исток, Бури су се сукобили са племеном Коса у области Рибље реке. Низ ратова од 1779, до 1879, названих Капски погранични ратови, је избио због земљишта и стоке.

### Британска експанзија
Велика Британија је 1795. године преузела контролу над Ртом добре наде под изговором да спречава да падне под контролу револуционарне Француске. Пошто је већ имала своје колоније у Аустралији и Индији, Велика Британија је желела да користи Кејптаун као трговачку станицу на дугим путовањима. Британци су вратили Кејптаун Холанђанима, али је убрзо Холандска источноиндијска компанија прогласила банкрот. Године 1806. Велика Британија је анексирала Капску колонију. У прве две деценије 19. века племе Зулу под својим вођом Шаком је ојачало и проширило своју територију. Шакина пустошења су индиректно довела до Мфекане (сламања), која је опустошила унутрашњост земље почетком 1820-их. Матабеле, подгрупа Зулуа, је створила још веће краљевство под краљем Мзиликазијем, које је обухватало велике делове Хајвелда.
Након што су се Британци настанили у великом броју у Кејптауну и након што је британска влада 1833. године забранила ропство, око 12.000 Бура (како се назива бело становништво холандског порекла) је кренуло дубље ка унутрашњости земље у данашње регионе Натал, Трансвал и Слободну Државу Орање. Ови Бури су основали две државе: Јужноафричка Република или Трансвал (данас подељену у покрајине Гаутенг, Лимпопо, Мпумаланга и Северозападну покрајину) и Слободну Државу Орање.
Откриће дијаманта 1867. и злата 1884. у унутрашњости је допринело економском развоју и имиграцији, као и подјармљивању домородачког становништва. Борба за контролу над овим важним економским ресурсима је била разлог за сукобе Европљана и домородаца, као и између Британаца и Бура. Бурске републике су се успешно одупирале британским нападима током Првог бурског рата (1880—1881) употребом герилске тактике, која је добро одговарала локалним условима. Ипак, Британци су се вратили у већем броју, са више искуства и бољом тактиком у Другом бурском рату (1899—1902), у ком су тријумфовали.

### 20. век
После четири године преговора и тачно осам година после Другог бурског рата, 31. маја 1910. године створена је Јужноафричка Унија од британских колонија Кејп и Натал и од бивших бурских република Слободне Државе Орање и Трансвал. Новооснована Јужноафричка Унија је била доминион Велике Британије. Закон о домородачкој земљи из 1913. је строго ограничио земљишне поседе црнаца; у овом периоду они су поседовали једва 7% обрадивог земљишта. Количина земље резервисана за домородачке народе је касније маргинално увећана. Јужна Африка је током Првог светског рата окупирала Немачку југозападну Африку, данашњу Намибију. По одлуци Друштва народа из 1920. године, Јужноафричка Унија је добила мандат да управља овом бившом немачком колонијом. После распуштања Друштва народа након Другог светског рата, Јужна Африка је одбила да да независност Југозападној Африци.
Усвајањем Вестминстерског статута 1931. Унији је ефективно дата независност од Уједињеног Краљевства. Године 1934. Јужноафричка партија и Национална партија су се ујединиле у Уједињену партију у циљу помирења Африканера и Енглеза. Странка се 1939. године поделила око питања учествовања Уније у Другом светском рату на страни Уједињеног Краљевства, чему су се следбеници африканерске Националне партије строго противили. Рат је допринио развоју индустрије, што је многе црнце привукло из руралних делова земље у градове. Ојачале су црне синдикалне организације и расно је питање поново избило у први план. Победа Националне странке на изборима 1948. означила је јачање политике расне сегрегације, која је тада добила име апартхејд. Сви су становници подељени у четири групе: белце, Банту (црнце), обојене и азијате. Забрањени су бракови између припадника различитих група, установљене су одвојене образовне, здравствене и друге јавне установе, забрањено је кретање црнаца у белачким подручјима без пропусница, створене су енклаве за насељавање црнаца којима је дана ограничена самоуправа (бантустани).
Апартхејд је ускоро изазвао снажну реакцију црнаца. Афрички национални конгрес је ојачао и у шездесетим годинама почео је користити терористичке методе, на шта је влада затворила његове вође, међу којима је најпознатији био Нелсон Мандела. Синдикати су организовали низ штрајкова за боље услове рада и веће плате. Јужна Африка се суочила са међународном изолацијом и одливом капитала. Због подршке Велике Британије санкцијама према Јужноафричкој Унији, она је 31. маја 1961. прогласила републику и иступила из Комонвелта, а од тада носи назив Јужноафричка Република. Ипак, у ситуацији хладноратовске поделе западне владе нису биле спремне на увођење строжих санкција капиталистичкој и прозападној Јужној Африци.
Године 1966. године организација СВАПО је покренула борбу за независност Југозападне Африке. Овај сукоб се интензивирао након анголске независности, која је пружала уточиште борцима СВАПО. Тек 1988. Јужноафричка Република је пристала да омогући да Намибија има сопствену управу, према мировном плану Уједињених нација на територији коју обухвата. Намибија је добила независност 1990, а територија Валвис Беја је враћена Намибији 1994. године.
Крајем 1980-их постало је јасно да је одржавање апартхејда немогуће. Године 1991. парламент је опозвао расне законе и ослобођена је већина политичких затвореника. Двогодишњи преговори председника Фредерика Виљема де Клерка и Манделе довели су до нацрта привременог устава који је изједначио бирачко право свих становника Јужноафричке Републике. Први слободни избори одржани су у априлу 1994, а победу је однео Афрички национални конгрес. Мандела је изабран за председника.
У раздобљу од краја апартхејда Јужна Африка се суочава с бројним проблемима који су делом резултат наслеђа сегрегације: великом незапосленошћу међу црним становништвом, једном од највиших стопа убистава и других насилних злочина у свету, као и експлозијом инфекције вирусом HIV. Ипак, земља је успела да очува политичку и привредну стабилност.

#### Савремена историја
Становништво Јужне Африке чине 77,4% црнаца, 12,2% белаца, 8% мешанаца и 2,4% Азијата. Влада државе Јужне Африке се труди да направи "друштво дугиних боја" - где људи могу да живе у хармонији. Јужноафрички народни празници славе људска права, породицу, слободу, рад, младост, жене, наслеђе, помирење и добру вољу.
У мају 2008. у нередима је погинуло преко 60 људи. Центар за стамбена права и деложације процењује да је више од 100.000 људи протерано из својих домова. Мете су углавном били легални и илегални мигранти и избеглице које траже азил, али трећина жртава су држављани Јужне Африке. У истраживању из 2006. године Јужноафрички пројекат за миграцију закључио је да се Јужноафриканци више противе имиграцији од било које друге националне групе. Високи комесаријат УН за избеглице је 2008. известио да је преко 200.000 избеглица поднело захтев за азил у Јужној Африци, скоро четири пута више него годину дана раније. Ови људи су углавном били из Зимбабвеа, мада многи долазе и из Бурундија, Демократске Републике Конго, Руанде, Еритреје, Етиопије и Сомалије. Конкуренција око послова, пословних прилика, јавних услуга и становања довела је до тензија између избеглица и домаћих становника. Док је ксенофобија у Јужној Африци и даље проблем, Високи комесаријат Уједињених нација за избеглице је 2011. известио да недавно насиље није било толико распрострањено као што се у почетку страховало. Ипак, док ЈАР наставља да се бори са расним питањима, једно од предложених решења било је доношење закона, као што је закон о злочинима из мржње и говору мржње који је на чекању, како би се подржала забрана расизма у Јужној Африци и посвећеност једнакости.
До 2020. године издата су бројна упозорења да се Јужна Африка креће ка стању неуспеле државе, са неодрживом државном потрошњом, високом незапосленошћу, високим стопама криминала, корупцијом, пропадајућим државним предузећима и инфраструктуром у колапсу. Светски економски форум је 2022. рекао да Јужна Африка ризикује колапс државе и идентификовао пет главних ризика са којима се земља суочава. Генерални директор Јужноафричког трезора Дондо Могајане рекао је да „ЈАР показује знаке пропадања државе који су уобичајенији у земљама попут Сијера Леонеа и Либерије“. Бивши министар Џеј Најду рекао је да је Јужна Африка у озбиљној невољи и да показује знаке пропале државе, са рекордним нивоом незапослености и чињеницом да многи млади људи неће наћи посао током свог живота. Професор Дејвид Химбара је рекао да је „Јужна Африка класичан случај дефакто једнопартијске државе са лоше управљаним институцијама и ендемским криминалом и корупцијом“. У мају 2023, извршни председник Сигнија, Магда Виерзицка, изјавила је да „упозорења о томе да ће Јужна Африка постати пропала држава заостају за реалношћу – већ смо тамо“.

## Становништво
| африканерски енглески ндебеле коса зулу северни сесеото |  | сесото тсвана свази венда тсонга ниједан није доминантан |

Јужноафричка Република има 54.960.000 становника. Преовлађују Африканци (црнци) који чине 80,5% становништва, следе обојени са 8,8% и белци са 8,3%, док Индуси и Азијци чине 2,5% становништва. Црнци и белци су углавном хришћани, док је хиндуизам преовлађујућа религија међу тамошњим Индусима.
Јужноафричка Република има 11 званичних језика од којих су два европског порекла: енглески и африканерски (којим говоре белци холандског порекла), а остали афричког.
Зулу је афричка етничка група од око 5 милиона људи који већином живе у покрајини Квазулу-Натал у Јужној Африци.
Једна онлајн база података наводи да Јужна Африка има више од 12.600 градова и места.

### Религија
Према последњем попису у држави из 2001. године, хришћани су чинили 79,7% становништва. Од тога ционистички хришћани 11,1%, пентекосталци 8,2%, римокатолици 7,1%, методисти 6,8%, холандски реформисти 6,7%, англиканци 3,8% и остали хришћани 36%. Муслимани чине 1,5% популације, хиндуси око 1,3%, а Јевреји 0,2%. Да не припадају ниједној вери изјаснило се 15,1% становника, 2,3% су чинили припадници осталих вера, а 1,4% се није јасно изјаснило.

### Језици
Јужноафричка Република има 11 званичних језика: африканерски, јужноафрички енглески, ндебеле, северни сото, сото, свази, тсвана, тсонга, венда, коса и зулу. Иако су сви језици званично равноправни, неки језици се говоре чешће од других. Према попису из 2001. језик који се највише говорио у домаћинству су зулу (23,8%), коса (17,6%) и африканерски (13,3%). Иако је енглески језик званични језик у пословању и науци, њега је 2001. године као матерњи језик говорило само 8,2% Јужноафриканаца, што је мање него на попису 1996 (8,6%).
Други језици који се говоре, а не спомињу се у уставу су: фанагало, хо, лобеду, нама, северни ндебеле, пути и сан (бушмански). Ови незванични језици се могу користити у неким званичним пословима у ограниченим областима где се утврди да су ти језици доминантни. Међутим, број становника који говори њима није толико велик да би они били признати као службени језици у целој држави.
Многи од незваничних језика племена Бушмана и Хотентота укључују регионалне дијалекте који се користе и у Намибији и Боцвани. Ови народи, који су физички другачији од Јужноафриканаца, имају свој културни идентитет заснован на њиховој заједници ловаца и скупљача плодова. Они су у великој мери маргинализовани, па су њихови језици у опасности од изумирања.
Имигранти из других држава причају и своје матерње језике. Многи бели Јужноафриканци говоре друге европске језике, као што су португалски (који такође говоре и црнци пореклом из Мозамбика и Анголе), француски, немачки и грчки, док Индијци у ЈАР причају на језицима као што су тамил, хинди, гуџарати, урду и телугу језик. Француским језиком говоре потомци хугенота у Франшхуку, као и имигранти из Конга.

### Здравље
Према Јужноафричком институту за расне односе, очекивани животни век у 2009. години био је 71 година за белог Јужноафриканца и 48 година за црног Јужноафриканца. Потрошња на здравствену заштиту у земљи износи око 9% БДП-а. Око 84% становништва зависи од јавног здравственог система, који је оптерећен хроничним недостатком људских ресурса и ограниченим ресурсима. Око 20% становништва користи приватну здравствену заштиту. Само 16% становништва је обухваћено програмима медицинске помоћи; остатак плаћа за приватну негу из свог џепа или кроз планове само у болници. Три доминантне болничке групације, Mediclinic, Life Healthcare and Netcare, заједно контролишу 75% тржишта приватних болница.
Према медицинском извештају UNAIDS- а из 2015, Јужна Африка има око седам милиона људи који живе са HIV-ом – више од било које друге земље на свету. У 2018. години, преваленција HIV-а – проценат људи који живе са HIV-ом – међу одраслима (15–49 година) била је 20,4%, а исте године 71.000 људи је умрло од болести повезане са AIDS-ом.
Студија из 2008. открила је да је инфекција HIV/AIDS-ом јасно подељена по расним линијама: 13,6% црнаца је HIV позитивно, док само 0,3% белаца има вирус. Већину смрти доживљавају економски активни појединци, што доводи до великог броја сирочади оболелих од AIDS-а који у многим случајевима зависе од државне бриге и финансијске подршке. Процењује се да у Јужној Африци има 1.200.000 сирочади.
Везу између HIV-а, вируса који се шири првенствено сексуалним контактом, и AIDS-а дуго су порицали председник Табо Мбеки и министар здравља Манто Тсхабалала-Мсиманг, који су инсистирали да су многи смртни случајеви у земљи узроковани неухрањеношћу, а тиме и сиромаштвом, и не HIV-ом. Током 2007. године, као одговор на међународни притисак, влада је уложила веће напоре да се бори против сиде. Након општих избора 2009. године, председник Џејкоб Зума је именовао Арона Моцоаледија за министра здравља и обавезао своју владу на повећање финансирања и проширење обима лечења HIV-а. До 2015. Јужна Африка је постигла значајан напредак, са широко распрострањеном доступношћу антиретровирусних лекова резултирало је повећањем животног века са 52,1 године на 62,5 година.

### Највећи градови
| Јоханезбург Кејптаун | 1.  | Јоханезбург        | Гаутенг       | 4.434.827 | Дурбан Екурхулени |
| Јоханезбург Кејптаун | 2.  | Кејптаун           | Западни Кејп  | 3.740.026 | Дурбан Екурхулени |
| Јоханезбург Кејптаун | 3.  | Дурбан             | Квазулу-Натал | 3.442.361 | Дурбан Екурхулени |
| Јоханезбург Кејптаун | 4.  | Екурхулени         | Гаутенг       | 3.178.470 | Дурбан Екурхулени |
| Јоханезбург Кејптаун | 5.  | Град Цване         | Гаутенг       | 2.921.488 | Дурбан Екурхулени |
| Јоханезбург Кејптаун | 6.  | Нелсон Мандела Беј | Источни Кејп  | 1.152.115 | Дурбан Екурхулени |
| Јоханезбург Кејптаун | 7.  | Метро Бафало Сити  | Источни Кејп  | 755.200   | Дурбан Екурхулени |
| Јоханезбург Кејптаун | 8.  | Мангаунг           | Фри Стејт     | 747.431   | Дурбан Екурхулени |
| Јоханезбург Кејптаун | 9.  | Емфулени           | Гаутенг       | 721.663   | Дурбан Екурхулени |
| Јоханезбург Кејптаун | 10. | Полокване          | Лимпопо       | 628.999   | Дурбан Екурхулени |

## Политика и државно уређење
Јужноафричка Република има три главна града: Кејптаун, највећи од ова три, је седиште скупштине; Преторија је седиште извршне власти, а Блумфонтејн седиште суда. Јужноафричка Република има дводомни парламент: Национални савет покрајина (горњи дом) има 90 посланика, док Народна скупштина (доњи дом) чини 400 посланика.
Чланови доњег дома се бирају по пропорционалном систему: половина посланика се бира на националним листама, а друга половина на покрајинским листама. Десеторо посланика се бира да представљају сваку покрајину у горњем дому, без обзира на број становника покрајине. Избори за оба дома се организују на сваких пет година. Владу потврђује доњи дом, а представник партије са највише освојених места у Народној скупштини је њен председник.
Неуобичајено је непостојање церемонијалног председника као у већини парламентарних система. Уместо тога, доњи дом бира председника државе који је уједно и председник владе, тј. део извршне власти. За разлику од правог председничког система, председник Јужноафричке Републике у потпуности зависи од поверења које има у доњем дому парламента и не може да доноси одлуке без претходног одобрења парламента.
Основе јужноафричког правног система су римско-холандско трговачко право и лично право са енглеским општим правом, који су стигли са холандским и британском колонизацијом. Први закон у Јужној Африци заснован на европским традицијама донела је Холандска источноиндијска компанија и назива се Римско-холандско право. Оно је уведено пре кодификације европског права у Наполеонов код. Њега је у 19. веку пратило енглеско право, и опште и статусно. Почевши од уједињења 1910. године, Јужна Африка има своју скупштину која доноси закона само за Јужну Африку, замењујући оне који су претходно важили за бивше колоније.
Од завршетка апартхејда 1994. политиком Јужноафричке Републике доминира Афрички национални конгрес, који има 60-70% подршке. Главна опозиција Афричком националном конгресу је Демократска алијанса (Јужна Африка).
Некада доминантна Нова национална партија, која је кроз свог претходника Националну партију увела апартхејд, је одлучила да се уједини са Афричким националним конгресом 9. априла 2005. Друге значајније странке су Конгрес народа, који се отцепио од Афричког националног конгреса, и Слободарска странка Инката, која углавном представља народ Зулу.
Од краја апартхејда, спољна политика Јужне Африке је фокусирана на њене афричке партнере, посебно у Јужноафричкој развојној заједници и Афричкој унији. Јужна Африка је играла кључну улогу посредника у афричким сукобима током последњих 15 година, попут оних у Бурундију, Демократској Републици Конго, Коморима и Зимбабвеу. После укидања апартхејда, Јужна Африка је поново примљена у Комонвелт. Као Јужноафричка Унија, Јужноафричка Република је била један од оснивача Уједињених нација. Такође је и чланица БРИКС-a.

### Административна подела
Јужноафричка Република је административно и политички подељена на девет покрајина:
| \| Покрајина[тражи се извор] \| Главни град[58] \| Површина (km²)[58] \| Популација (2007)[59] \| \| ------------------------- \| --------------- \| ------------------ \| --------------------- \| \| Источни Кејп \| Бишо \| 169.580 \| 6.527.747 \| \| Фри Стејт \| Блумфонтејн \| 129.480 \| 2.773.059 \| \| Гаутенг \| Јоханезбург \| 17.010 \| 10.451.713 \| \| Квазулу-Натал \| Питермарицбург \| 92.100 \| 10.259.230 \| \| Лимпопо \| Полокване \| 123.900 \| 5.238.286 \| \| Мпумаланга \| Нелспруит \| 79.490 \| 3.643.435 \| \| Северни Кејп \| Кимберли \| 361.830 \| 1.058.060 \| \| Северозападна покрајина \| Мафикенг \| 116.320 \| 3.271.948 \| \| Западни Кејп \| Кејптаун \| 129.370 \| 5.278.585 \| \| Укупно \| Укупно \| 1.219.080 \| 48.502.063 \| |                |                |                   |
| Покрајина | Главни град    | Површина (km²) | Популација (2007) |
| Источни Кејп | Бишо           | 169.580        | 6.527.747         |
| Фри Стејт | Блумфонтејн    | 129.480        | 2.773.059         |
| Гаутенг | Јоханезбург    | 17.010         | 10.451.713        |
| Квазулу-Натал | Питермарицбург | 92.100         | 10.259.230        |
| Лимпопо | Полокване      | 123.900        | 5.238.286         |
| Мпумаланга | Нелспруит      | 79.490         | 3.643.435         |
| Северни Кејп | Кимберли       | 361.830        | 1.058.060         |
| Северозападна покрајина | Мафикенг       | 116.320        | 3.271.948         |
| Западни Кејп | Кејптаун       | 129.370        | 5.278.585         |
| Укупно | Укупно         | 1.219.080      | 48.502.063        |

### Војска
Данашње Националне одбрамбене снаге Јужне Африке основане су 1994. као професионална војска од добровољаца из бивших Јужноафричких одбрамбених снага, снага афричких националистичких група (Умхото ве Сизве и Азанијске народне ослободилачке војске) и снага реда бивших бантустана. Војска Јужне Африке је подељена у четири рода: Армију, Ратно ваздухопловство, Морнарицу и медицинску службу.
Јужна Африка је током 1970-их вршила програм развоја нуклеарног оружја и једина је афричка држава која је поседовала такво оружје. Такође је прва земља на свету која се добровољно одрекла свог нуклеарног арсенала 1991. године.

## Привреда
Према класификацији УН, ЈАР је у рангу земаља са средњим приходима по глави становника, са великим резервама сировина, добро развијеним финансијским, правним, комуникационим, енергетским и саобраћајним секторима, са берзом која се сврстава међу првих 20 у свету и добром инфраструктуром која омогућава добру расподелу робе у великим урбаним центрима широм целог региона. ЈАР је по бруто домаћем дохотку била 32. држава на свету у 2008. години.
Најразвијенија подручја су смештена у околини пет градова: Кејптауна, Гебехе (Порт Елизабета), Дурбама, Преторије и Јоханезбурга. Изван ових области, привреда је слаба и сиромаштво још увек преовлађује упркос владиним напорима за економски развој. Ипак, кључна заостала подручја су последњих година доживела брз развој. У та подручка спадају област од Позеловог залива до залива Плетенберг, област Рустенбург, област Нелспруита, Блумфонтејн, обала Западног Кејпа и северна обала Квазулу-Натала.
Незапосленост је изузетно велика са великим неједнакостима у приходима по појединим друштвеним групама. У периоду од 1995. до 2003. године број пријављених радних места је опао, а порастао је броз запослених на црно; укупно, незапосленост се повећала. Просечан приход јужноафричког домаћинства је између 1995. и 2000. значајно опао. Просечно белачко домаћинство је 1995. године зарађивало четири пута више од просечног црначког домаћинства. Године 2000, тај однос се погоршао на 6:1.
Пољопривреда у Јужној Африци није доминантна грана. Пољопривреда запошљава око 10% становништва и доприноси са око 2,6% БДП државе. Услед сухих клима, земљиште је неплодно, па се само 13,5% површине се може користити за гајење усева, а само 3% земљишта се може сматрати високо плодним. Такође, услед различитих клима, гаје се и различите врсте. У Западној покрајини гаји се винова лоза и производи вино, а последњих година ЈАР се по његовој производњи пробила на пето место у свету. Гаје се и јабуке, брескве, кајсије и вишње, а од јужног воћа — папаја, манго, банана, диња, ананас и др. У региону Кару развијен је узгој стоке, оваца и крава, док се у Фри Стејту гаје житарице — пшеница и кукуруз.
Током последњих пар година, држава је извела неколико реформи пољопривредног сектора, као што су аграрна реформа и дерегулација тржишта за пољопривредне производе. Јужноафричка влада је зацртала прерасподелу око 30% обрадивог земљишта црначким фармерима до 2014.
Уништавање животне средине лошом употребом земљишта и глобалним климатским променама негативно утиче и на пољопривредну производњу у земљи. Јужноафричка Република је изузетно рањива на климатске промене и опадање количине површинских вода као последице климатских промена. Нека предвиђања прогнозирају да се количина површинских вода може смањити за 60% до 2070. године у деловима Западног Кејпа. Да би поправила штету насталу због лоше употребе земљишта, влада ЈАР подржава план који промовише одрживи развој и употребу природних ресурса.
Јужноафричка Република је индустријски најразвијенија земља Африке. Велики индустријски центри су Кејптаун, Јоханезбург, Гебеха (Порт Елизабет) и Дурбан, који су уједно и средишта хемијске, текстилне индустрије, електронске индустрије и производње моторних возила, као и производње оружја. Црна металургија развијена је у рејонима Преторија, Њукасл, Салдана Беј, а обојена у Витбанку, Фалаборви.
Јужна Африка је највећи произвођач злата (Вивтватерсранд, Велком, Клерксдорп) на свету. Осим у производњи злата, ЈАР је светски лидер и у производњи платине (Рустенбург, Импала, Крондал), мангана, хрома (Рустенбург и Бургерсфорт) и дијаманата (Кимберли, Кофифонтејн). Нафте резерве су слабије, али је богатство угљем (Трансвал, Натал) значајно, нарочито на истоку државе. Преко 50% електричне енергије добија се у термоелектранама сагоревањем угља из домаћих лежишта. Бакра и руде гвожђа има у Капланду и Трансвалу, а руде олова у Пофадару, док се рудници ретких метала налазе у Намакваленду. У земљи постоји око 700 рудника, а извоз руда чини преко 50% укупног извоза ЈАР. Рафинерије су смештене у Дурбану и Кејтауну.

### Саобраћај
ЈАР је 2002. године имала 362.999 km путева, од чега је 73.506 (17%) било асфалтирано (укључујући и 239 km ауто-путева). 2000. године ЈАР је имала 20.384 km пруга уског колосека, од чега је око половине било електрифицирано. Железничким пругама ЈАР је спојена са Боцваном, Лесотом, Намибијом, Свазилендом и Зимбабвеом.
У ЈАР су 2009. године постојало 148 аеродрома са асфалтираном пистом. Најважније луке су Кејптаун, Дурбан, Источни Лондон, Мозел Беј, Гебеха (Порт Елизабет), Ричардс Беј и Салдана Беј.

## Култура
Због етничке разноликости не постоји јединствена јужноафричка култура. Знатан део већински црног становништва Јужноафричке Републике чине житељи села који углавном живе сиромашно. Међутим, међу њима се најдуже задржала традиционална култура. Црнци у градовима углавном говоре енглески и африканерски поред свог матерњег језика. Постоје мале, али још увек значајне групе које говоре косјанским језицима, који не спадају у 11 званичних језика, али су међу осам језика који су користе у одређеним случајевима. Постоје и мале групе које говоре угроженим језицима, већином из косјанске фамилије, које немају статус званичног језика. Постоје групе у ЈАР које покушавају да промовишу њихово оживљавање и употребу.
Стил живота средње класе, углавном беле мањине али са све већим бројем црнаца, мелеза и Индијаца, је у многим погледима сличан стилу живота средње класе у западној Европи и Америци. Припадници средње класе често студирају и раде у иностранству.
Азијати, углавном индијског порекла, чувају своје културно наслеђе, језике и верска уверења, било да су хришћани, хиндуисти ли сунитски муслимани. Говоре енглески језик, док се хинди, телугу, тамил и гуџарати језици говоре ређе, али већина Индијаца разуме своје матерње језике. Први Индијци су стигли у 19. веку да раде. Постоји и мања кинеска заједница у Јужној Африци, али се њен број увећава усељавањем са Тајвана.
ЈАР има великог утицаја у покрету извиђача. Многе традиције и церемоније извођача потичу од искустава Роберта Бејден-Пауела, оснивача извиђачког покрета, који је део свог живота провео у Јужној Африци као војник током 1890-их.

### Кухиња
Јужноафричка кухиња је настала мешањем куварских вештина урођеничких народа и досељеника из Европе, Индије и Индокине, као и из оближњих колонијалних кухиња као што је она у Португалском Мозамбику.
Јужноафричка кухиња је углавном заснована на месу и изродила је специфична јужноафричка друштвена окупљања која се називају брај (роштиљ). Бабуати је традиционално јужноафричко јело, пореклом вероватно из Индонезије, које се прави од млевеног меса са пуно зачина.
Бурски досељеници су донели са собом посластице попут коексистера (крофне пуњене сирупом), малва пудинга и мелктерта (млечна пита). Јужна Африка је постала велики произвођач вина, а најбољи виногради леже у долинама око Стеленбоша, Франшхука, Парла и Баридејла.

### Образовање
Деца похађају школу у 13 разреда. Нулти или пријемни разред се може похађати у школи или у обданишту. Основно образовање обухвата првих седам разреда. Десети, једанаести и дванаести разреди нису обавезни.
У ЈАР постоји 23 државна универзитета који се деле у три категорије: традиционални, технички и општи. Традиционални универзитети су усресређени на пружање теоријских знања, технички на практична знања из технике, док су општи мешавина ова два типа.
Образовни систем Јужноафричке Републике је под великим теретом након 40 година апартхејда. За време тог система, деца белаца су добијала квалитетно бесплатно школовање, док су деца црнаца имала само најосновније „банту“ образовање. Црнци су били предодређени да буду физички радници или слуге. Иако влада ЈАР покушава да исправи неједнакост проблеми су и даље присутни. Неписменост особа старијих од 15 година износи 24%. Следећи проблем је лоше обучен образовни кадар, посебно у сиромашнијим, руралним покрајинама Источни Кејп и Квазулу-Натал.

### Спорт
Најпопуларнији спортови у Јужној Африци су фудбал, рагби и крикет.
ЈАР је дуго била одсутна са међународних такмичења током највећег дела ере апартхејда због санкција, али је почела да се такмичи након што су белци на референдуму подржали решавање питања апартхејда. Услед санкција Уједињених нација ЈАР није учествовала на Олимпијским играма од 1964. до 1992. Такође ФИФА и КАФ су суспендовале фудбалску репрезентацију Јужне Африке.
Након укидања санкција, репрезентација Јужне Африке у рагбију је освојила Светске купове 1995. и 2007. Фудбалска репрезентација Јужне Африке је тријумфовала на Купу афричких нација 1996. ЈАР је организовала Светско првенство у фудбалу 2010, чиме је постала прва афричка земља домаћин светског првенства.